# Кубок Кыргызстана по мини-футболу
Кубок Кыргызстана по мини-футболу — ежегодное соревнование мини-футбольных (футзальных) клубов, организуемое Ассоциацией футзала Кыргызской Республики. Действующим победителем турнира является команда «777-Агростайл» из Кара-Суу.
На начальном этапе турнира команды играют на региональном уровне, а затем лучшие команды выходят в финальный этап.
Впервые турнир был разыгран в 2009 году Федерацией футзала Кыргызстана и стал первым соревнованием под её эгидой. В финальный этап дебютного Кубка Кыргызстана вышли четыре команды, а сильнейшим на спортивном комплексе управления делами президента стала столичная команда «Жалын». Следующий турнир был организован совместными усилиями Федерации футбола Кыргызстана, Госагентства физкультуры и спорта при Правительстве КР, мэрии города Ош и ошской федерации футзала.

## Победители
| Год  | Победитель                     | Финалист                         |
| ---- | ------------------------------ | -------------------------------- |
| 2009 | Жалын (Бишкек)                 | Барбулак (Иссык-Куль)            |
| 2012 | Ош бажысы (Ош)                 | Лион (Ош)                        |
| 2013 | Налоговик (Бишкек)             | Каракол (Иссык-Кульская область) |
| 2014 | Налоговик (Бишкек)             | Лион (Ош)                        |
| 2015 | Дордой-Секьюрити (Бишкек)      | Иссык-Куль                       |
| 2016 | Динамо (Джалал-Абад)           | SRT (Ош)                         |
| 2017 | Мурас (Иссык-Кульская область) | Востокэлектро                    |
| 2018 | EREM (Ош)                      | Sun City (Бишкек)                |
| 2019 | Алга (Бишкек)                  | Строй Мира (Бишкек)              |
| 2020 | Мурас (Иссык-Кульская область) | Ал-Халал (Бишкек)                |
| 2022 | Steelex (Бишкек)               | Мурас (Иссык-Кульская область)   |
| 2023 | 777-Агростайл (Кара-Суу)       | Дастан (Бишкек)                  |

## Лучшие игроки
| Сезон | Лучший игрок                          | Лучший вратарь             | Лучший защитник                         | Лучший нападающий            |
| ----- | ------------------------------------- | -------------------------- | --------------------------------------- | ---------------------------- |
| 2012  | Адилет Култаев (Ош бажысы)            | Нуртилек Жайлообаев (Лион) | Кубанычбек Касмалиев (Дордой-Секьюрити) | Сухроб Шарабидинов (Адимдим) |
| 2013  |                                       | Кирилл Ермолов (Налоговик) | Уланбек Байгазы уулу (Дордой Секьюрити) | Максат Алимов (Лион)         |
| 2014  | Улан Рыскулов (Налоговик)             | Мухамед Баяев (Налоговик)  |                                         |                              |
| 2015  | Руслан Токтогулов (Иссык-Куль)        | Руслан Шевченко (Талас-1)  |                                         |                              |
| 2015  | Мирлан Абдыкадыров (Дордой Секьюрити) | Руслан Шевченко (Талас-1)  |                                         |                              |
| 2016  | Руслан Гафуров (SRT)                  | Кирилл Ермолов (Динамо)    |                                         |                              |
| 2018  | Мирлан Жолдубаев (Sun City)           | Кирилл Ермолов (EREM)      |                                         |                              |
| 2020  | Эмиль Канетов (Мурас)                 | Кирилл Ермолов (Мурас)     |                                         |                              |

## Лучшие бомбардиры
| Год  | Футболист                        | Голов |
| ---- | -------------------------------- | ----- |
| 2013 | Айбек Кыргманчиев                |       |
| 2014 | Мирлан Акматалиев (Лион)         |       |
| 2015 | Рустам Аширов (Дордой Секьюрити) |       |
| 2016 | Максадбек Алимов (Динамо)        | 6     |
| 2018 | Алиа Силла                       |       |
| 2020 | Элбек Иманалиев (Ал Халал)       | 4     |